# Fismes
Fismes – miejscowość i gmina we Francji, w regionie Grand Est, w departamencie Marna.
Według danych na rok 1990 gminę zamieszkiwało 5286 osób, a gęstość zaludnienia wynosiła 316 osób/km².